# Alberto Gori
Alberto Gori (Agliana, 9 de febrero de 1889 – Jerusalén, 25 de noviembre de 1970), fue un obispo italiano franciscano, patriarca latino de Jerusalén de 1949 a 1970.

## Biografía

### Infancia y juventud
Alberto Gori nació el 9 de febrero de 1889 en San Piero Agliana en la provincia de Pistoia. Era hijo de los campesinos Vincenzo Gori y Clementina Rafanelli . Su infancia transcurrió en el campo, donde asistió a las escuelas elementales y donde nació su vocación. Ingresó joven en el colegio Seráfico de Giaccherino. Vistió el hábito franciscano en el convento del Monte Calvario de San Quirico, el 27 de septiembre de 1906, y después de un año de noviciado, el 27 de septiembre de 1907 profesó la regla de San Francisco.  Pertenecía a la Provincia Minoritica franciscana de San Francisco estigmatizado, en la Toscana. Estudió filosofía entre 1908 y 1911 en los conventos de Fiesole y Siena, y posteriormente teología en el convento de santa Lucia de Signa. Fue ordenado sacerdote el 19 de julio de 1914 en San Miniato. 
Durante la Primera Guerra Mundial prestó servicio en el ejército italiano. Después de la guerra fue enviado por sus   superiores a Palestina, donde entró al servicio de la Custodia de Tierra Santa. En Tierra santa trabajó en la iglesia del Santo Sepulcro, en Jerusalén, y luego, en 1922, en Aleppo (Siria) como vicerrector y luego como rector del colegio de aquella ciudad.

### Custodio de Tierra Santa
El 22 de febrero de 1937 fue elegido custodio de Tierra Santa. Mantuvo su cargo durante la Segunda Guerra Mundial y durante el mandato británico de Palestina. 
Como custodio, reconstruyó los santuarios de la Visitación de Ein Karem (quedando inmortalizado en un fresco sobre el altar mayor) y el del milagro de la Resurrección en Naín. Aceptó la oferta de recibir un terreno para la Custodia sobre el Monte de las Bienaventuranzas, sobre el Mar de Galilea y las colinas circundantes de Hittin. En1937 inauguró el nuevo mosaico sobre el Calvario de la iglesia del Santo Sepulcro de Jerusalén. Un año después se erigía un seminario sobre el monte Tabor. Como custodio permitió de conducir excavaciones arqueológicas de Ein Karem (San Juan en el desierto), Emaús (árabe: El-Qubejbeh) y Al-Eizariya (árabe: Lazari). Durante su mandato se instauraron misiones en Ink Zik (Ghassanieh) y Halluz en Siria, y se estableció una misión entre los coptos de Egipto. Fue mediador en el conflicto árabe-israelí después de la Segunda Guerra Mundial y trabajó por la promulgación de la libertad de culto para los cristianos en Israel. En 1947 visitó la iglesia del Santo Sepulcro con el ex vicepresidente de los Estados Unidos Henry Wallace.

### Patriarca latino
El 21 de noviembre de 1949 fue nombrado patriarca latino de Jerusalén. Fue consagrado obispo el 27 de diciembre siguiente en la Basílica de San Antonio en vía Merulana en Roma. Recibió el sacramento de manos del cardenal Eugéne Tisserant secretario de la congregación para las iglesias orientales y de los obispos, actuando como coconsagrante Luigi Traglia, vicegerente del vicariato de Roma, y Igino Michelangelo Nuti, vicario apostólico de Egipto.  Tomó oficialmente posesión del patriarcado el 18 de febrero de 1949. Como patriarca, creó varias parroquias (Beit Sahoor, Gaza, Nour, Irbed y Khirbeh). Contribuyó también al desarrollo de la congregación femenina de las Hermanas del Rosario, construyendo 8 nuevos monasterios. Tomó parte en el Concilio Vaticano II como padre conciliar. En 1964 acogió al Papa Pablo VI en su histórica peregrinación a Tierra Santa. 

### Muerte
Murió el 25 de noviembre de 1970 en Jerusalén y fue enterrado en la concatedral del Santísimo Nombre de Jesús, bajo la capilla de San José.